# Evippomma evippinum
Evippomma evippinum är en spindelart som först beskrevs av Simon 1897.  Evippomma evippinum ingår i släktet Evippomma och familjen vargspindlar. Inga underarter finns listade i Catalogue of Life.